# Porto Venere
Pour les articles homonymes, voir Porto et Venere.
Porto Venere ou Portovenere (Portivène en ligure) est une commune italienne constituant un parc naturel régional avec les îles se trouvant à proximité ; dans la province de La Spezia, en Ligurie au bord du golfe de Gênes. Son territoire jouxte le parc national des Cinque Terre.
En 1997, Portovenere, les Cinque Terre ainsi que l’île de Palmaria, l’île du Tino et l’île du Tinetto ont été admises  au Patrimoine mondial de l'UNESCO.

## Géographie

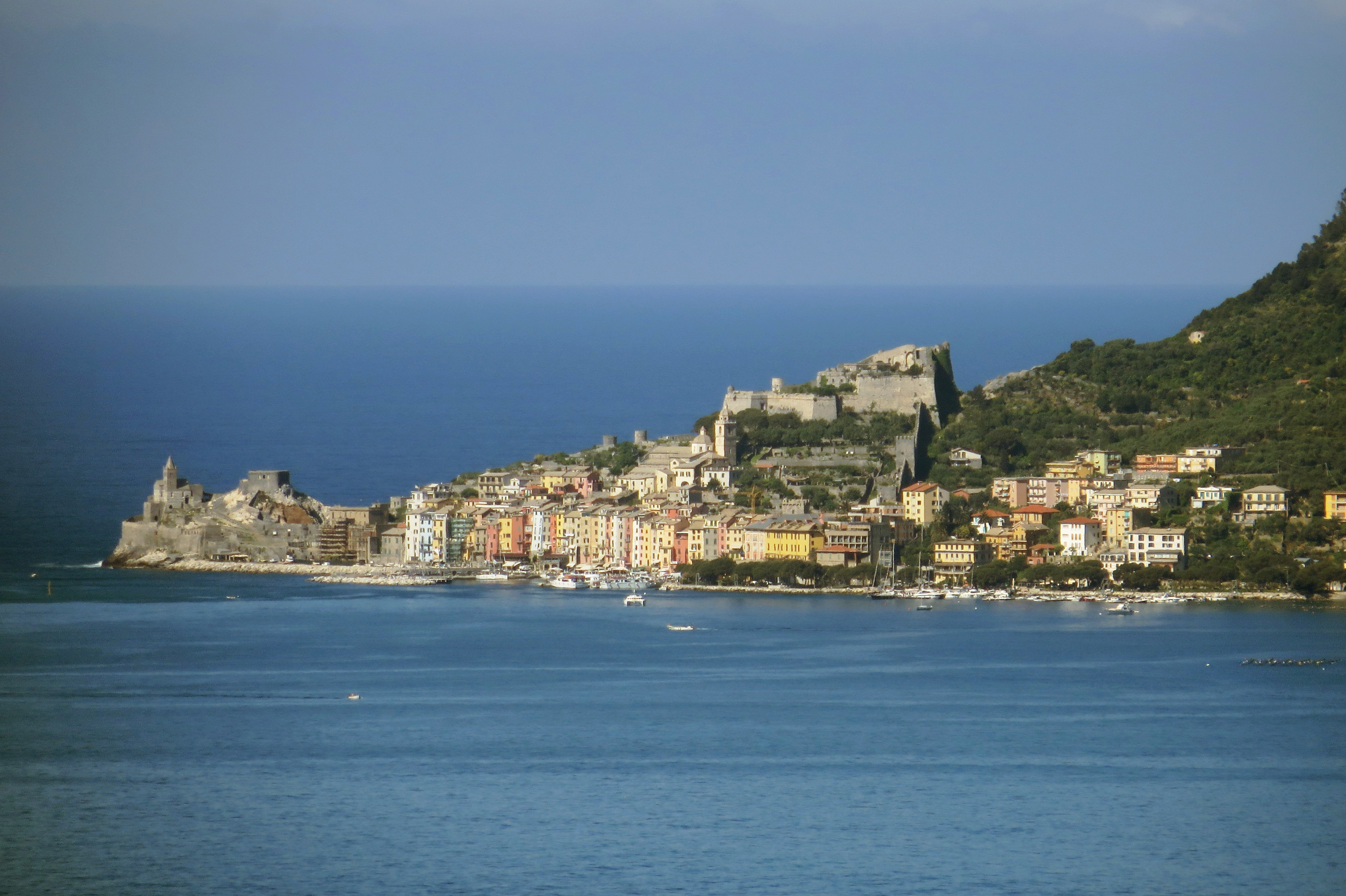
Porto Venere vu de Lerici.

C'est un petit village de pêcheurs situé au débouché du golfe de La Spezia.
À proximité se trouve une grotte sous-marine dans laquelle lord Byron se rendait à la nage.[réf. souhaitée]

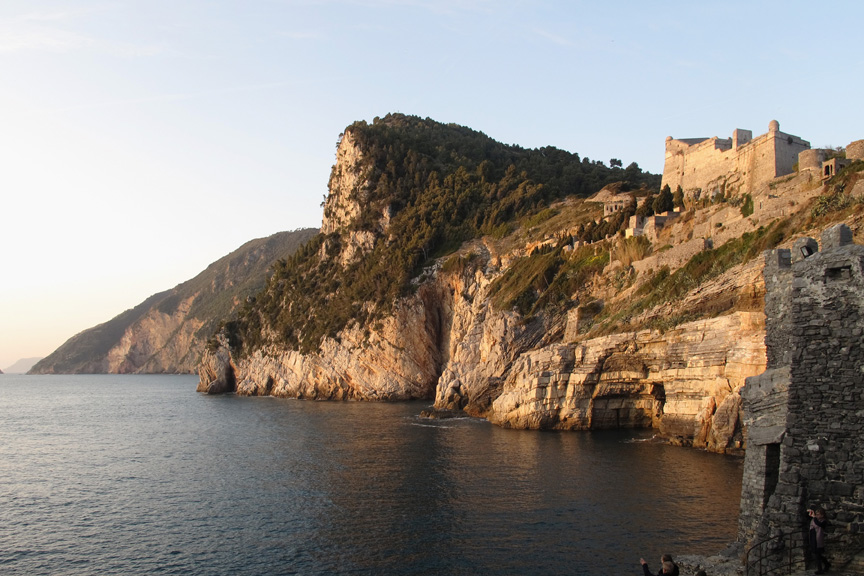
Baie rocheuse et château Doria à la pointe de Porto Venere.

## Administration
| Période                                  | Période | Identité | Étiquette | Qualité |
| ---------------------------------------- | ------- | -------- | --------- | ------- |
|                                          |         |          |           |         |
| Les données manquantes sont à compléter. |         |          |           |         |

### Hameaux
Le Grazie, Fezzano

### Communes limitrophes
La Spezia

## Personnalités liées
- Maria Maddalena Rossi, députée et féministe.